# Tangerstinkfloka
Tangerstinkfloka (Ferula tingitana) är en växtart i släktet stinkflokor och familjen flockblommiga växter. Den beskrevs av Carl von Linné 1753.
Arten är en perenn ört som växer kring Medelhavet: på Iberiska halvön, i Nordafrika samt i Turkiet och Mellanöstern. Den odlas även som prydnadsväxt och har tidigare använts som medicinalväxt.